# Sirpa Lane
Sirpa Lane, pseudonimo di Sirpa Salo (Turku, 31 gennaio 1952 – Formentera, 1999), è stata un'attrice finlandese.

## Biografia
Lasciò la Finlandia a 13 anni e si stabilì a Parigi. Scoperta dal fotografo e regista inglese David Hamilton, celebre per i suoi nudi flou di giovani modelle, Sirpa Lane conobbe un breve momento di celebrità quando Roger Vadim la diresse nel thriller Una vita bruciata (1974), la cui protagonista è una ninfomane, e poi, sempre in Francia, quando Walerian Borowczyk la scelse come protagonista del raffinato film erotico La bestia.
In seguito la carriera cinematografica della Lane conobbe una decisa involuzione: dapprima protagonista di diversi B-movies prodotti soprattutto in Italia, come il film di genere nazisploitation La svastica nel ventre, l'erotico-esotico-horror Papaya dei Caraibi e il goffo erotico-fantascientifico La bestia nello spazio, vagamente ispirato a La bestia, dove, come e più che nel film di Borowczyk, l'erotismo sconfina già nella pornografia. 
Morì di AIDS nel 1999, all'età di 46 anni.

## Filmografia
- Fluff, regia di Robert Paget (1974)
- Una vita bruciata (Charlotte), regia di Roger Vadim (1974)
- La bestia, regia di Walerian Borowczyk (1975)
- La svastica nel ventre, regia di Mario Caiano (1977)
- Papaya dei Caraibi, regia di Joe D'Amato (1978)
- Malabestia, regia di Leonida Leoncini (1978)
- La bestia nello spazio, regia di Alfonso Brescia (1980)
- Trois filles dans le vent, regia di Jean-Marie Pallardy – se stessa (1981)
- Le notti segrete di Lucrezia Borgia, regia di Roberto Bianchi Montero (1982)
- Giochi carnali, regia di Andrea Bianchi (1983)